# Yvonne Koenig
Yvonne Koenig (* 12. April 1987 in Dresden) ist eine deutsche Rennbootfahrerin.

## Karriere
Yvonne Koenig startete 2001 ihre Laufbahn im Rennbootsport und belegte in der Deutschen Meisterschaftsklasse DMYV T-550 den fünften Rang.
Von 2002 bis 2006 fuhr sie in der Deutschen Meisterschaft des ADAC-Motorboot-Cup und erreichte 2006 mit dem zweiten Platz in der Meisterschaft ihr bestes Ergebnis in dieser Rennbootsport-Serie. 2005 wurde Koenig Deutsche Meisterin der Klasse S-550.
2007 wechselte sie in die Formel-500-Weltmeisterschaft, in der Outboard-Rennboote mit 200 PS Geschwindigkeiten von bis zu 170 km/h erreichen. In dieser Serie war der 10. Platz 2007 in der Gesamtwertung mit dem Shark Racing Team ihre beste Platzierung. Im selben Jahr belegte sie in der O-700-Weltmeisterschaft den vierten Platz.
Koenig startete 2008 und 2010 in der 1100-cm³-Weltmeisterschaft in der sie 2008 mit dem Thirlby Automotive Team den dritten Rang und ihre beste Platzierung in dieser Serie erreichte.
Ihr bis dahin größter Erfolg im Jahr 2009 war der Gewinn des Pro Nationals Titels der US-amerikanischen Meisterschaften in der 700-cm³-Klasse.
In der nordamerikanischen Formel-3-Meisterschaft belegte sie 2010 den vierten Platz. 2012 fuhr sie zusammen mit Simone Schuft beim 24-Stunden-Rennen auf der Seine in Rouen auf den zweiten Rang.

## Karrierestationen
| - 2001: Deutsche Meisterschaft DMYV T-550 - 2002: Deutsche Meisterschaft ADAC Motorboot Cup (Platz 6) - 2003: Deutsche Meisterschaft ADAC Motorboot Cup (Platz 5) - 2004: Deutsche Meisterschaft ADAC Motorboot Cup (Platz 11) - 2005: Deutsche Meisterschaft S-550 (Deutsche Meisterin) - 2006: Deutsche Meisterschaft ADAC Motorboot Cup (Platz 2) | - 2007: Weltmeisterschaft O-700 (Platz 4) - 2007: Formel 500 World Series (Platz 10) - 2008: Weltmeisterschaft 1100 cm³ (Platz 3) - 2008: Weltmeisterschaft O-700 (Platz 6) - 2009: US Pro Nationals 700 cm³ (Meisterin) - 2009: Formel 500 World Series (Platz 11) | - 2010: Nordamerikanische Formel 3 Meisterschaft (Platz 4) - 2010: Weltmeisterschaft 1100 cm³ (Platz 5) - 2010: Formel 500 World Series (Platz 15) - 2011: Europameisterschaft O-500 (Platz 10) - 2011: Formel 500 World Series (Platz 14) - 2012: „24 Heures de Rouen“ - UIM Endurance S2 Worldcup (Platz 2) |